# Labyrint (oor)
Het labyrint  of doolhof is de combinatie van twee zintuigen: het gehoor en het evenwicht, die onderling nauw verweven zijn maar een verschillende functie hebben. Het labyrint bevindt zich aan beide zijden van het hoofd in het rotsbeen: een onderdeel van de schedel. De wetenschap die zich bezighoudt met de studie van het labyrint en de aandoeningen daaraan heet labyrintologie.